# حديقة الرضوان (بغداد)

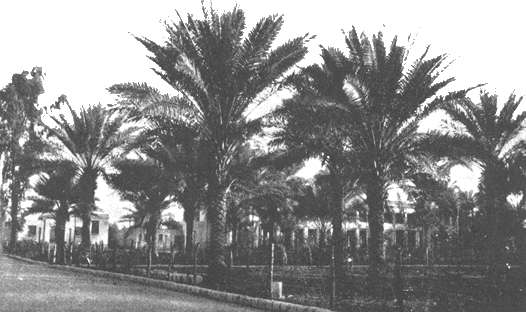
حديقة الرضوان، بغداد

حديقة الرضوان، ويُطلق عليها أيضًا حديقة النجيبية، هي حديقةٌ مشجرةٌ في ما يعرف الآن بمنطقة الرصافة ببغداد، على ضفاف نهر دجلة، وهو المكان الذي أقام فيه بهاءالله، مؤسس الدين البهائي، لمدة اثني عشر يومًا من 21 أبريل إلى 2 مايو 1863م، بعد أن تمّ نفيه من قِبَل الإمبراطورية العثمانية من بغداد، وقبل أن يبدأ رحلته إلى القسطنطينية. أثناء إقامته في هذه الحديقة، أعلن بهاءالله رسالته لأتباعه وأن محور رسالته هو تحقيق وحدة الجنس البشري والسلام العالمي، وهو الرسول الذي بشّر الباب بمجيئه. يحتفل البهائيون حول العالم بالأيام الأثني عشر التي قضى فيها بهاءالله في حديقة الرضوان سنويًا، وتُعتبر أهم الأعياد البهائية وتسمى بأعياد الرضوان.

## الموقع والمظهر

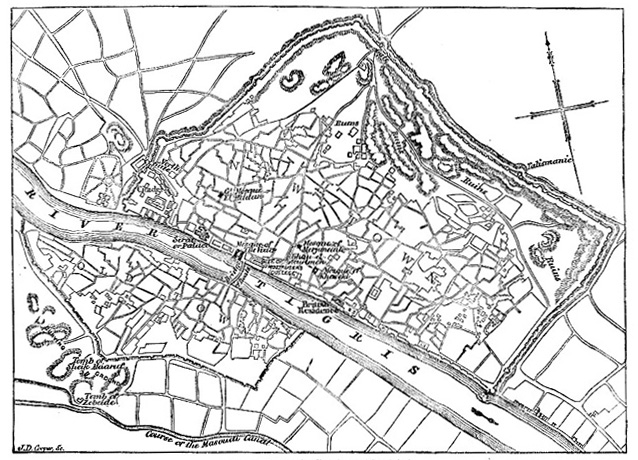
بغداد في خمسينيات القرن التاسع عشر. تقع الحديقة على يسار هذه الخريطة فوق نهر دجلة

كانت الحديقة تقع في منطقةٍ زراعيةٍ كبيرةٍ مباشرةً شمال أسوار مدينة بغداد، حوالي 450 متر (1,480 قدم) من بوابة المعظم الشمالية بالمدينة. تقع على الضفة الشرقية لنهر دجلة فيما يعرف الآن بحي باب المعظم في منطقة الرصافة ببغداد، وكانت مباشرةً مقابل الحي الذي عاش فيه بهاءالله أثناء إقامته في المدينة، على الضفة الغربية للنهر.
يظهر المخطط الأرضي الذي رسمه ضباط البحرية الهندية، كما هو مبينٌ في الصورة، في خمسينيات القرن التاسع عشر الحديقة المجاورة مباشرةً لقلعة المدينة، مع التقاء أربعة طرقٍ في منطقةٍ دائريةٍ في المركز. يقع مبنى، ربما قصر الحديقة، على حافة الحديقة بالقرب من ضفة النهر.
على ضفاف النهر، في أعلى المنبع من قصر نجيب باشا، كان هناك فضاءٌ مفتوحٌ في الحديقة حيث أقام له أحد أصحاب بهاءالله خيمةً، أقيمت حولها قريةٌ صغيرةٌ من الخيام فيما بعد لبقية أفراد أسرته، أثناء إقامتهم القصيرة فيها.
وُصِفت الحديقة على أنها حديقةٌ مشجرةٌ بها أربعة "طرقٍ محاطةٌ بالأزهار" تصطف على جانبيها الورود، والتي جمعها البستانيون أثناء إقامة بهاءالله فيها، وتراكمت في وسط خيمته لتقديمها للزوار. يقول المؤرخ نبيل أعظم: "كانت الكومة عظيمةً جدًا لدرجة أنه عندما اجتمع أصحابه لشرب شاي الصباح في حضوره، لم يتمكنوا من رؤية بعضهم البعض عبرها". قيل إن العندليب كان يغني بصوتٍ عالٍ في الحديقة، وهو ما خلق، إلى جانب رائحة الورود، "جوًا من الجمال والسحر".

## نبذة تاريخية

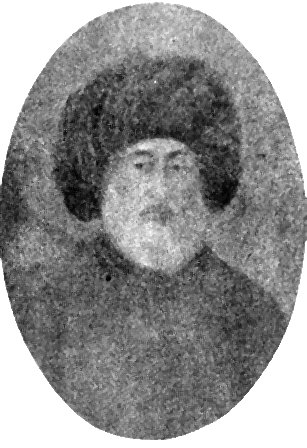
محمد نجيب باشا

سُميت أولًا بحديقة النجيبية، على مُسمّى محمد نجيب باشا، والي بغداد منذ عام 1842م إلى عام 1847م، الذي بنى الحديقة وقصرًا ملحقًا بها في ما كان في الأصل منطقة زراعية خارج المدينة. على الرغم من وفاة نجيب باشا في مايو 1851م، إلا أنه يُفترض أن الحديقة كانت في أيدي ورثته عندما استخدمها بهاءالله في الفترة من أبريل إلى مايو 1863م.
عند نفيه من بغداد إلى القسطنطينية، كانت قافلة بهاءالله تسلك طريقًا يصل بها إلى الحديقة. لذلك كان اختيارًا منطقيًا بالنسبة لهم التوقف هناك من أجل التجمع واستقبال الزوار. كان الوصول إلى الحديقة من الضفة المقابلة للنهر ممكنًا عن طريق العبارة عبر نهر دجلة، كما في حالة بهاءالله، أو عن طريق "الجسر العائم"، كما في حالة الوالي وغيره من الأصدقاء الذين تبعوه.
لم تكن الحديقة مملوكة للبهائيين آنذاك، على الرغم من أهميتها لهم اليوم. اشترتها الحكومة عام 1870م، واستخدمت كبيت ضيافةٍ لناصر الدين شاه - الذي كان مسؤولاً عن سجن بهاءالله ونفيه - عندما زار العراق عام 1870م. طُورت الحديقة بشكلٍ أكبر خلال فترة ولاية مدحت باشا (1869م-1872م)، حيث قام بتسوية الطريق المؤدية إلى الحديقة وشيد طريقًا آخر بطول 400-500 متر تقريبًا. نظفت الحديقة في أوائل القرن العشرين، لإفساح المجال للمستشفى الملكي. مدينة بغداد الطبية، وهي مجمعٌ كبيرٌ من المستشفيات التعليمية، تقع الآن في مكانها.

### حديقة الرضوان
بعد أن سُجن بهاءالله في بلاد فارس لاتّباعه البابية، نفيه ناصر الدين شاه القاجار إلى بغداد، ووصلها في ربيع عام 1853م. على مدى العقد التالي في بغداد، نما نفوذه لدرجة أن الحكومة الفارسية كانت تخشى أن يستخدمه لتهديد سيادتها من الخارج. ردًا على ذلك، طالب السفير الفارسي في القسطنطينية بنفي بهاءالله من بغداد، والتي نفّذتها الحكومة العثمانية في النهاية.
في طريق الترحيل إلى القسطنطينية (اسطنبول)، دخل بهاءالله حديقة النجيبية، والتي عُرفت فيما بعد بحديقة الرضوان، في 21 أبريل 1863م، لاستقبال الزوار والسماح لعائلته بالتحضير لرحلته القادمة إلى القسطنطينية. عَبَر نهر دجلة في قاربٍ صغيرٍ برفقة أبنائه عبدالبهاء وميرزا مهدي وميرزا محمد علي وسكرتيره ميرزا آقا جان وآخرين. بعد وصولهم إلى الحديقة، أعلن بهاءالله لأول مرةٍ لمجموعةٍ صغيرةٍ من أفراد العائلة والأصدقاء، بأنه الرسول الذي بشّر بقدومه الباب، وأن الهدف الرئيسي من رسالته هو تحقيق وحدة الجنس البشري. على مدار الأحد عشر يومًا التالية، استقبل بهاءالله الزوار بمن فيهم محافظ بغداد. لم تتمكن عائلة بهاءالله من الالتحاق به حتى 30 أبريل، اليوم التاسع، حيث ارتفع النهر وجعل السفر إلى الحديقة صعبًا. في اليوم الثاني عشر من إقامتهم في الحديقة، غادر بهاءالله وعائلته الحديقة وشرعوا في سفرهم إلى القسطنطينية.
كان بهاءالله هو من أطلق على الحديقة اسم رضوان، أي الجنة بالفارسية، أثناء إقامته فيها، ثم طُبق الاسم بعد ذلك على أعياد الرضوان التي تستمر اثني عشر يومًا - المعروفة لدى البهائيين بـ "اعظم الأعياد"، ويُحتَفل به سنويًا من قبل البهائيين بين 21 أبريل و 2 مايو. ترتبط أيام معينة من هذا العيد بالأحداث الكبرى التي وقعت خلال فترة إقامة بهاءالله في الحديقة: في اليوم الأول يُحتَفل بوصول بهاءالله إلى الحديقة؛ اليوم التاسع وصول عائلته، واليوم الثاني عشر رحيل قافلته نحو القسطنطينية. هذه الأيام الثلاثة هي ضمن أعياد البهائيين التي يجب تعليق العمل فيها.

## أنظر أيضًا
- بهاءالله
- حدائق البهائيين
- البهائية
- تاريخ البهائية